# Pegatron
Pegatron Corporation (kinesisk: 和碩聯合科技股份有限公司) er en taiwansk elektronikvirksomhed og producent af computere og forbrugerelektronik. Pegatrons produkter omfatter bærbare- og stationære computere, spillekonsoller, smartphones, fladskærme og computerhardware.
I 2007 blev Pegatron etableret som et spin-off fra ASUSTeK Computer.